# Sverre Sigurdsson
Sverre Sigurdsson, stnord. Sverrir Sigurðarson (ur. w 1145 lub 1151, zm. 9 marca 1202 roku) – król Norwegii, panował od 1184 roku do śmierci.
Prawdopodobnie syn króla Sigurda II Gęby. Urodził się i wychował na Wyspach Owczych. Po 1177 roku przybył do Norwegii, po czym przyjął tytuł królewski i po kilkuletnich walkach pokonał dotychczasowego władcę Magnusa V. Władzę po nim objął jego syn, Haakon III.